# Бестиарий (гладиатор)
Бестиа́рий (от лат. bestia «зверь, животное») — тип малозащищённого и слабовооружённого гладиатора времён Римской империи, насильно брошенного на арену для боя с хищниками: львами, медведями, тиграми.

## Характеристика
Бестиарии принадлежали к наименее подготовленным гладиаторам, потому что ими делали римских преступников. Они не пользовались уважением агрессивных зрителей. Вооружение бестиария — копьё. Почти всё его тело было обнажено и ничем не защищено. Эти бои мало напоминали поединки: скорее это была простая травля хищниками, фактически один из видов смертной казни.

## Бестиарий из захоронения в Йорке
По крайней мере одно из захоронений на кладбище гладиаторов Эборакума-Йорка принадлежит бестиарию. Именно на его тазовых костях и лопатке найдены характерные для укусов тигра повреждения: дикое животное-хищник сначала хватает жертву за шею, голову или за плечо, прокусывает мышцы и кости, а потом бросается на поверженную добычу и снова крепко кусает в живот или пах. Оба укуса тигра в эти области заканчиваются шоком и опасным кровотечением, которое приводит к смерти. Согласно антропологическим исследованиям, скелет бестиария с кладбища Йорка принадлежал молодому человеку, возраст которого не превышал двадцать два года.

## Результаты поединков
Хищники весом превышали своих соперников втрое: около 200 кг против 60−70. Преимущество всегда было на стороне хищника, поэтому большинство таких поединков заканчивались смертью гладиатора. Количество погибших гладиаторов-бестиариев не установлено.